# 莱欧德福泰尔
莱欧德福泰尔（法語：Les Hauts de Forterre，法語發音：[le o də fɔʁtɛʁ]）是法国约讷省的一个市镇，属于欧塞尔区。该市镇于2017年1月1日由原市镇坦日、丰特纳耶和莫莱姆合并而成，行政中心位于坦日。

## 地名
“莱欧德福泰尔”（Les Hauts de Forterre）一名在法语中意为“福泰尔的高地”。

## 地理
莱欧德福泰尔（47°36'58"N, 3°24'14"E）面积33.07 平方千米，位于法国勃艮第-弗朗什-孔泰大區约讷省，该省份为法国中北部内陆省份，西接卢瓦雷省，西北接塞纳-马恩省，南至涅夫勒省，东临科多尔省，东北与奥布省接壤。
与莱欧德福泰尔接壤的市镇（或旧市镇、城区）包括：瓦讷、梅里塞克、库尔松莱卡里耶尔、德吕莱贝勒方丹、瑟芒特龙、皮赛地区苏热尔。
莱欧德福泰尔的时区为UTC+01:00、UTC+02:00（夏令时）。

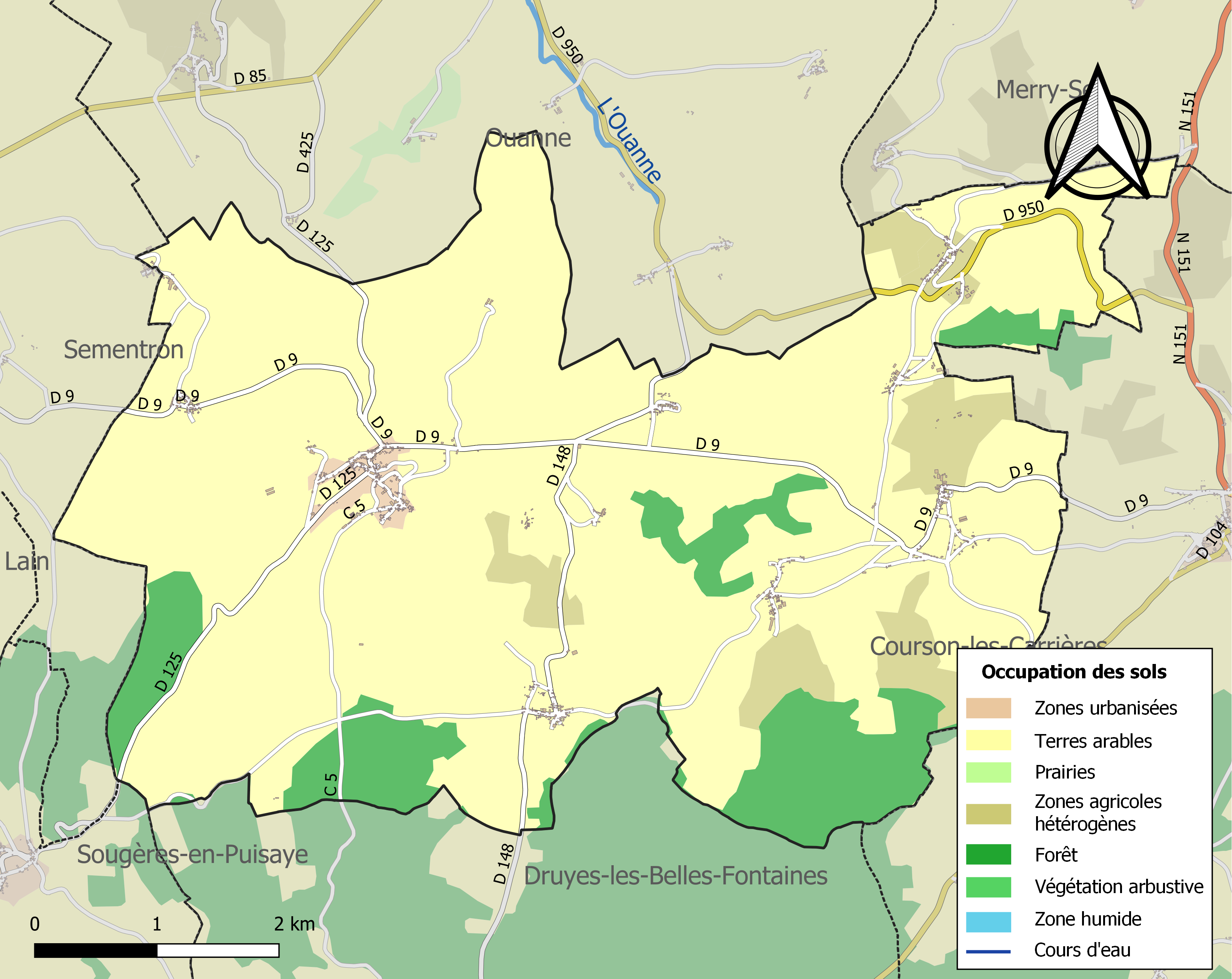
莱欧德福泰尔的OSM定位图

## 行政
莱欧德福泰尔的邮政编码为89560，INSEE市镇编码为89405。

## 政治
莱欧德福泰尔所属的省级选区为万塞勒县。

## 人口
莱欧德福泰尔于2022年1月1日时的人口数量为481人。